# Castell de Niòrt
El castell de Niòrt (Aniort o Aniorti en els textos d'època medieval) és un castell en runes situat a la comuna de Niòrt de Sault, al departament de l'Aude. Aquesta fortalesa va ser la darrera a sotmetre's al rei de França el 1255, només alguns mesos després que ho fes Querbús.
El castell de Niòrt està situat sobre un pic rocós format per dues agulles que domina l'actual poble de Niòrt de Sault. Als peus del castell hi ha el curs del riu Rebentin i la carretera que connecta Bèlcaire i Masubi.

## Història

### Origen
El castell d'origen visigot, documentat el segle vi, es considerava una fortalesa de primer ordre. Un cop els visigots van desaparèixer, Aniort va ser immediatament infeudat a Àrgila, comte de Rasès, el 845. Aquest el donà en apanatge al seu fill Berà, que va prendre el títol de baró de Niòrt. El seu descendent, Bernard d'Alion, ja molt ric, va ser nomenat vescompte de Sault el 1047 en el moment de la creació del comtat de Foix, separat del del Rasès. El títol va esdevenir hereditari, i Guilhem d'Alion, casat amb Brandina de Foix, filla de Ximena d'Osona i de Roger III de Foix, des del març del 1132, va transmetre al seu fill gran, anomenat també Guilhem, totes les seves possessions. Tot i així els drets del castell estaven dividits entre Guilhem i el seu cosí Udalger, que va cedir els drets que tenia sobre Niòrt i el vescomtat a canvi d'un cavall de 200 sous de Carcassona.

### La Croada albigesa
Al segle xiii, en plena Croada albigesa, Niòrt va esdevenir el refugi de molts perfectes càtars, ja que la família simpatitzava amb l''Església dels Bons Homes des del casament de Guilhem de Niòrt (el fill de Guilhem d'Alion) amb Esclarmonda de Montreal-Laurac; Esclarmonda era filla de la perfecta Blanca de Laurac i neta de la cèlebre dama Guirauda de La Vaur, que va morir lapidada en un pou per part dels croats. Tanmateix el País de Sault va romandre al marge de les grans escenaris de la croada, ja que la seva orografia boscosa i muntanyosa feia poc propícia les campanyes militars. 

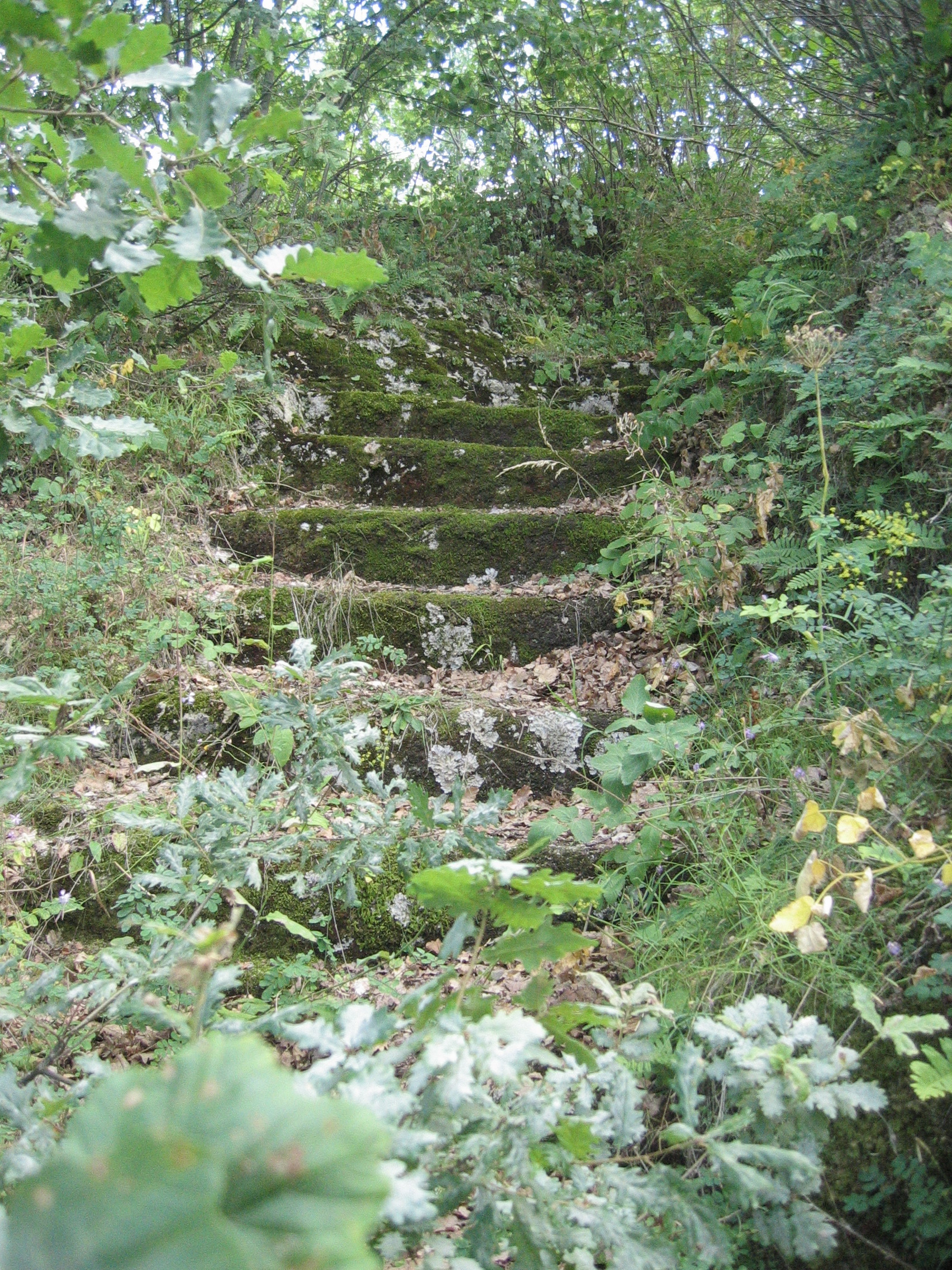
Escales a les runes del castell de Niòrt.

La família Niòrt no estava disposada a deixar-se prendre els béns. Gueraud de Niòrt, el fill gran d'Esclarmonda i de Guilhem, va saber canviar de bàndol hàbilment quan va tocar. El trobem per exemple el 1213 a la batalla de Muret, amb els seus germans Bernat Otó de Niòrt, Guilhem Bernat i Raimon de Rocafeilh, lluitant al costat dels croats, però també a la batalla de Verfuèlh o la de Basièja al costat dels occitans. El 1240, Gueraud es va sotmetre al rei de França a Peirapertusa i com a prova de bona voluntat va lliurar tots els castells de la família, Niòrt inclòs. En teoria estava estipulat que Lluís IX havia de restituir, almenys en part, els béns als Niòrt, sempre que el legat papal els pogués reconciliar amb l'Església catòlica. Tanmateix el rei va confiscar totes les seves terres per evitar noves alteracions de l'ordre per part dels senyors de Niort. Tot i així, els habitants del País de Sault, per fidelitat als seus senyors, es van sublevar. Un fill de Gueraud, Guilhem de Niòrt, va recórrer l'antic vescomtat i va intentar una invasió ajudat pel seu oncle el rei d'Aragó.

### La fi dels Niòrt
Els Niort van romandre al seu castell fins a l'estiu de 1255. En aquesta data, Lluís IX va enviar el seu exèrcit a Niòrt de Sault i, després d'un setge, la família va capitular. Una llegenda, que juga amb el mateix nom de Niòrt (Aniort prové del llatí anus orta, que significa "antiga sortida") explica que els assetjats es van escapar per un passatge tallat a la muntanya.
Amb el setge acabat, el rei va ordenar al senescal de Carcassona, Pierre d'Auteuil, de destruir tots els punts fortificats del país. Tot i així el castell de Niòrt va evitar aquesta sort malgrat l'ordre expressa de Sant Lluís ("Feu destruir de dalt a baix el castell de Niòrt, un cop retirada la seva guarnició.", agost de 1255), gràcies a la seva posició estratègica a prop de la frontera amb el regne d'Aragó. El rei hi feu posar una important guarnició, igual a la que hi havia a Puèglaurenç, que amb el pas dels segles va minvar de mica en mica.
El 1573, el castell de Niòrt va sucumbir a les guerres de religions. Un partit calvinista, liderat per Jean de Lévis, se'n va emparar i el va destruir del tot.

## Estat actual del castell
Avui en dia, del castell i el seu castrum no en queda gran cosa: murs de pedres caigudes, una tronera, una escala d'una dotzena de graons tallats a la roca i, sobretot, una creu gravada al terra del que havia estat molt probablement la torre de l'homenatge.